# ТВ Мелос САТ
ТВ Мелос САТ је телевизија у Србији. Емитује колажни програм 24 часа. Седиште телевизије је у Краљеву и у Новом Саду. Поред кабловског програма емитује и локални програм ТВ Мелос.

## Емисије
- Дневник;
- Kраљевачка хроника;
- ТВ Парламент;
- TIME OUT...